# Fernando Augusto Freiria
Fernando Augusto Freiria (Lisboa, 12 de janeiro de 1877 — Lisboa, 13 de abril de 1955) foi um oficial de Artilharia do Exército Português que exerceu importantes funções políticas, entre as quais Ministro da Guerra dos 34.º governo republicano (em funções de 16 de dezembro de 1921 a 6 de fevereiro de 1922) e do 37.º governo republicano (em funções de 7 de dezembro de 1922 a 21 de julho de 1923) e deputado ao Congresso da República (1922 a 1925). Opôs-se à Ditadura Nacional e ao Estado Novo, sendo um dos principais dirigentes da Revolta das Ilhas.

## Biografia
Nasceu em Lisboa, filho de Diogo Freiria e de sua esposa Maria da Piedade Vaz. Após estudos preparatórios, em 1893 assentou praça no Regimento de Lanceiros de El-Rei e matriculou-se no curso da arma de Artilharia da Escola do Exército. Terminado o curso, foi promovidos a alferes em 1897, a tenente em 1897, a capitão em 1911, a major em 1917, a tenente-coronel em 1917 e a coronel em 1919.
Tendo obtido excelentes classificações durante o curso, foi professor na Escola de Guerra entre 1912 e 1919. Com o dealbar da Grande Guerra, foi nomeado em outubro de 1914 para integrarão militar enviada a Londres, de que também faziam parte Ivens Ferraz e Azambuja Martins, visando estabelecer contactos com Estado Maior das forças armadas britânicas para coordenar as ações contra a Alemanha em África.
Quando foi criado o Corpo Expedicionário Português, chefiado pelo general Manuel Gomes da Costa, foi enviado para França e como membro da comissão encarregue de receber as tropas expedicionárias portuguesas que seriam enviadas para a Frente Ocidental. Foi combatente na Flandres durante a Grande Guerra, tendo publicado uma monografia sobre a experiência portuguesa naquele conflito.
Quando regressou a Portugal em 1919, foi nomeado chefe do Estado-Maior da das trpoas encarregadas de dominar os revoltosos da Monarquia do Norte, tendo-se distinguido pela sua energia na luta contra os monárquicos. Terminada a insurreição, rm 1920 foi nomeado diretor do Instituto Central de Oficiais e no ano seguinte diretor do Instituto dos Pupilos do Exército. Foi também professor no Instituto de Odivelas.
Nos finais de 1921 aceitou o cargo de Ministro da Guerra no 34.º governo republicano, presidido por Francisco da Cunha Leal, em funções de 16 de dezembro de 1921 a 6 de fevereiro de 1922. Este governo, como aliás todos os governos da Primeira República Portuguesa, foi efémero, mas lançou Fernando Freiria na política republicana. Perante a vaga de greves no sector dos transportes, assumiu o cargo de Director-Geral dos Transportes e durante um episódio grevista tomou a decisão de chamar soldados para conduzir os carros eléctricos e os comboios, sendo ele próprio o primeiro a sair numa coluna que estava sob ameaça de bomba.
Nas eleições gerais de 1922 foi eleito deputado ao Congresso da República pelo círculo eleitoral de Viana do Castelo, integrado nas listas dos apoiantes de Cunha Leal. 
Em 1922 voltou à pasta de Ministro da Guerra, no 37.º governo republicano, presidido por António Maria da Silva, mantendo essas funções de 7 de dezembro de 1922 a 21 de julho de 1923, data em que foiexonerado em conflto com António Maria da Silva, que o subtituiu interinamente na pasta até à queda do governo, que ocorreu em 15 de novembro daquele ano. A saída do governo poderá estar elacionada com uma pendência de honra com o então deputado, e depois brigadeiro aviador, António de Sousa Maia.
Aquando do golpe de 28 de maio de 1926, Fernando Freiria era comandante do Regimento de Infantaria n.º 16, aquartelado em Santarém, uma das poucas unidades militares que se opuseram aos insurrectos. Fernando Freiria, em nota a Adelino da Palma Carlos, seu advogado de defesa nos processos que lhe seriam movidos, afirmou sobre este evento: «Santarém, pela minha acção e dos oficiais de Infantaria 16 e da Guarda Nacional Republicana que sempre lealmente me acompanharam e esforçadamente actuaram, foi o último reduto armado da Constituição, como foi o único que, com êxito, e de armas na mão, se opôs à marcha triunfante dos de 28 de Maio".
A partir de então, foi um dos mais denodados opositores à Ditadura Militar saída do  golpe de 28 de Maio de 1926 e à fase inicial do regime do Estado Novo, tendo participado ativamente em diversa tentativas de impor a democratização do regime. A sua participação na revolta de 7 de fevereiro de 1927 levou a que fosse detido e deportado para a ilha de São Tomé, onde permaneceu até finais de 1928. Foi então autorizado a mudar-se para a ilha da Madeira, onde permaneceu em 1928 e 1929. Neste último foi transferido para o presídio militar de Elvas, sendo novamente encaminhado para o Funchal, onde lhe foi imposta residência e se dedicou ao ensino, criando e dirigindo o Instituto de Instrução Secundária do Funchal.
Na ilha da Madeira, foi um dos organizadores da revolta de 1931, a Revolta das Ilhas, assumindo o cargo de chefe de Estado-Maior das forças sublevadas. Quando o golpe fracassou, foi detido e deportado para Cabo Verde, onde passou a residir na cidade da Praia. Foi um dos subscritores do manifesto intitulado Ao Povo Liberal e ao Exército Republicano, publicado em maio de 1931.
Após o falecimento por doença do general Adalberto Gastão de Sousa Dias, o mais notável dos deportados presentes em Cabo Verde, o governador da colónia, Amadeu Gomes de Figueiredo, solicitou o repatriamento dos deportados que estariam com problemas de saúde. A proposta de repatriamento incluía Fernando Freiria, juntamente com João Manuel Carvalho, Lobo Pimentel, Mendes dos Reis, Filipe Sousa, Inácio Severino, António Varão e Tavares de Carvalho. Regressou a Portugal em 1936, doente. Foi então reformado, abandonando a actividade política.
Fernando Freiria foi casado com Germana de Alcântara de Albuquerque e Castro. Faleceu a 13 de abril de 1955 e foi sepultado no talhão dos Combatentes da Grande Guerra do Cemitério do Alto de São João, em Lisboa.

## Obras publicadas
Entre outras, é autor das seguintes publicações:
- Os Portugueses na Flandres. Lisboa: Tipografia da Cooperativa Militar, 1918.
- "Surge et ambula", in O Eco de Cabo Verde, n.º 1 (1933), p. 2.
- "A massa de artilharia e o seu emprego em presença do material de tiro rápido", in Revista Militar, n.º 1, ano LVII (1905), Lisboa.
- "A artilharia no combate", in Revista Militar, n.º 9, ano LVII (1905), Lisboa.